# Frank Albertson
Pour les articles homonymes, voir Albertson.

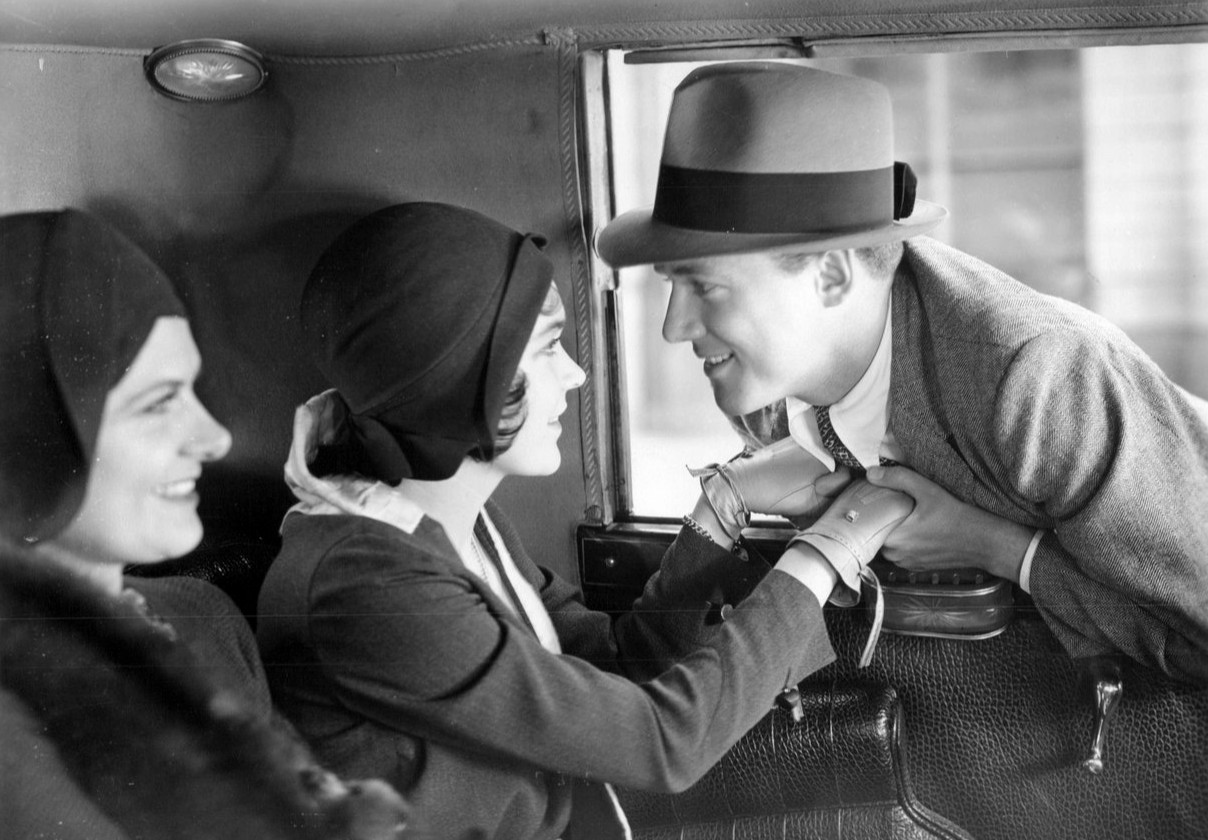
Frank Albertson dans So This Is London (1930)

Frank Albertson est un acteur américain né le 2 février 1909 à Fergus Falls, dans le Minnesota (États-Unis), mort le 29 février 1964 à Santa Monica (États-Unis).

## Filmographie
- 1923 : La Caravane vers l'Ouest (The Covered Wagon) de James Cruze
- 1928 : The Farmer's Daughter (en) d'Arthur Rosson : Allan Boardman Jr
- 1928 : Cadets glorieux (en) (Prep and Pep) de David Butler : Bunk Hill
- 1929 : Amour de gosses (Blue Skies) d'Alfred L. Werker : Richard Lewis (épisode 2)
- 1929 : Words and Music de James Tinling : Skeet Mulroy
- 1929 : Salute de David Butler et John Ford : Midshipman Albert Edward Price
- 1929 : Happy Days de Benjamin Stoloff
- 1930 : Hommes sans femmes (Men Without Women), de John Ford : Ens. Albert Edward Price
- 1930 : The Big Party de J. G. Blystone : Jack Hunter
- 1930 : L'Affront (en) (Son of the Gods) de Frank Lloyd : Kicker
- 1930 : Spring Is Here de John Francis Dillon : Stacy Adams
- 1930 : Born Reckless de John Ford et Andrew Bennison (en) : Frank Sheldon
- 1930 : So This Is London de John G. Blystone : Junior Draper
- 1930 : Wild Company de Leo McCarey : Larry Grayson
- 1930 : L'Amour en l'an 2000 (Just Imagine) de David Butler : RT-42
- 1931 : The Tiger's Son
- 1931 : Le Fils de l'oncle Sam chez nos aïeux (A Connecticut Yankee), de David Butler : Clarence
- 1931 : Big Business Girl (en) de William A. Seiter : Johnny Saunders
- 1931 : Traveling Husbands (en) de Paul Sloane : Barry Greene
- 1931 : The Brat de John Ford : Stephen Forester
- 1931 : Way Back Home de William A. Seiter : David Clark
- 1932 : En prise directe (en) (Racing Youth) de Vin Moore : Teddy Blue
- 1932 : The Cohens and Kellys in Hollywood (en) de John Francis Dillon
- 1932 : Le Bel Étudiant (Huddle) de Sam Wood : Larry Wilson
- 1932 : Who, Me? de George Stevens
- 1932 : Tête brûlée (Airmail) de John Ford : Tommy Bogan
- 1932 : The Lost Special (en) d'Henry MacRae : Tom Hood
- 1932 : Boys Will Be Boys de George Stevens
- 1933 : The Billion Dollar Scandal (en) de Harry Joe Brown : Babe Partos
- 1933 : Should Crooners Marry de George Stevens
- 1933 : The Plumber and the Lady de Babe Stafford
- 1933 : Cohen et Kelly bootleggers (en) (The Cohens and Kellys in Trouble) de George Stevens : Bob Graham
- 1933 : Room Mates de George Stevens
- 1933 : La Profession d'Ann Carver (Ann Carver's Profession) d'Edward Buzzell : Jim Thompson
- 1933 : Dangerous Crossroads (en) de Lambert Hillyer
- 1933 : Midshipman Jack de Christy Cabanne : Russell H. Burns
- 1933 : Toujours dans mon cœur (Ever in My Heart) d'Archie Mayo : Sam Archer
- 1933 : 'Tis Spring de John Francis Dillon
- 1933 : Rainbow Over Broadway de Richard Thorpe : Don Hayes
- 1933 : Son dernier combat (en) (King for a Night) de Kurt Neumann : Dick
- 1934 : Love Detectives d'Archie Gottler (en) : Bob
- 1934 : Le Dernier gentilhomme (en) (The Last Gentleman) de Sidney Lanfield : Allan Blaine, fils adoptif d'Augusta
- 1934 : Stars in the Making d'Archie Gottler (en)
- 1934 : Le Calvaire de Flora Winters (The Life of Vergie Winters) d'Alfred Santell : Ranny Truesdale
- 1934 : Hollywood Mystery de B. Reeves Eason : Daniel Patrick Ryan ou Dan
- 1934 : Tripping Through the Tropics d'Archie Gottler (en) : Jack
- 1934 : Bachelor of Arts (en) de Louis King : Pete Illings
- 1935 : Enter Madame : John Fitzgerald
- 1935 : Doubting Thomas de David Butler : Jimmy Brown
- 1935 : Désirs secrets (Alice Adams) de George Stevens : Walter Adams
- 1935 : Personal Maid's Secret de Arthur Greville Collins : Kent Fletcher, Joan's Brother
- 1935 : Waterfront Lady (en) de Joseph Santley : Ronny Hillyer aka Bill
- 1935 : East of Java de George Melford : Larry
- 1935 : Impétueuse Jeunesse (Ah, Wilderness!) de Clarence Brown : Arthur Miller
- 1935 : Un bienfait dangereux (Kind Lady) de George B. Seitz : Peter Santard
- 1936 : The Farmer in the Dell de Ben Holmes : Davy Davenport
- 1936 : Furie (Fury) : Charlie Wilson
- 1936 : Une aventure de Buffalo Bill (The Plainsman) de Cecil B. DeMille : Young trooper
- 1937 : Les Cadets de la mer (Navy Blue and Gold) de Sam Wood : Weeks
- 1938 : Hold That Kiss de Edwin L. Marin : Steven 'Steve' Evans
- 1938 : The Magician's Daughter : Bob Wilson
- 1938 : Bonheur en location (Mother Carey's Chickens) de Rowland V. Lee : Tom Hamilton Jr.
- 1938 : Fugitives for a Night de Leslie Goodwins : Matt Ryan
- 1938 : Panique à l'hôtel (Room Service) de William A. Seiter : Leo Davis
- 1938 : Cinq Jeunes Filles endiablées (Spring Madness), de S. Sylvan Simon : Hat Hatton
- 1938 : L'Ensorceleuse (The Shining Hour) : Benny Collins
- 1939 : I'll Tell the World : Eldest Son
- 1939 : Mademoiselle et son bébé (Bachelor Mother) de Garson Kanin : Freddie Miller
- 1940 : Framed d'Harold D. Schuster : Henry T. 'Hank' Parker
- 1940 : The Ghost Comes Home de Wilhelm Thiele : Ernest
- 1940 : Dr. Christian Meets the Women de William C. McGann : Bill Ferris
- 1940 : Les Dalton arrivent (When the Daltons Rode) de George Marshall : Emmett Dalton
- 1940 : Behind the News de Joseph Santley : Jeff Flavin
- 1941 : Ellery Queen's Penthouse Mystery de James P. Hogan : Sanders
- 1941 : L'Échappé de la chaise électrique (Man Made Monster), de George Waggner : Mark Adams
- 1941 : Father Steps Out de Jean Yarbrough : Reporter Jimmy Dugan
- 1941 : Citadel of Crime de George Sherman : Jim Rogers
- 1941 : Burma Convoy (en) de Noel Smith : Mike Weldon
- 1941 : Flying Cadets de Erle C. Kenton : Bob Ames
- 1941 : Louisiana Purchase : Robert Davis, Jr.
- 1942 : Man from Headquarters de Jean Yarbrough : Larry Doyle
- 1942 : Shepherd of the Ozarks de Frank McDonald : Jimmy Maloney
- 1942 : Junior G-Men of the Air : Jerry Markham
- 1942 : La Sentinelle du Pacifique (Wake Island) : Johnny Rudd
- 1942 : City of Silent Men de William Nigh : Gil Davis
- 1942 : Underground Agent de Michael Gordon : Johnny Davis
- 1943 : Affaires non classées (Silent Witness) de Jean Yarbrough : Bruce Strong, Attorney
- 1943 : Keep 'Em Slugging (en) de Christy Cabanne : Frank
- 1943 : Here Comes Elmer de Joseph Santley : Joe Maxwell
- 1943 : Mystery Broadcast de George Sherman : Michael Jerome
- 1943 : O, My Darling Clementine de Frank McDonald : Dan Franklin
- 1944 : Rosie the Riveter de Joseph Santley : Charlie Doran
- 1944 : Quatre Flirts et un cœur (And the Angels Sing) de George Marshall : Oliver
- 1944 : I Love a Soldier de Mark Sandrich : Little Soldier
- 1945 : Arson Squad de Lew Landers : Tom Mitchell
- 1945 : How Doooo You Do!!! : Tom Brandon
- 1946 : How Do You Do de Ralph Murphy
- 1946 : Gay Blades (en) de George Blair : Frankie Dowell
- 1946 : They Made Me a Killer de William C. Thomas : Al
- 1946 : La vie est belle (It's a Wonderful Life) de Frank Capra : Sam Wainwright
- 1947 : Ginger de Oliver Drake : Barney O'Hara
- 1947 : Killer Dill de Lewis D. Collins : William T. Allen
- 1947 : Marchands d'illusions (The Hucksters) de Jack Conway : Max Herman
- 1948 : Shed No Tears de Jean Yarbrough : Hutton
- 1953 : 1953 : Girl on the Run (en) d'Arthur J. Beckhard et Joseph Lee : Hank
- 1957 : Poursuites dans la nuit (Nightfall) de Jacques Tourneur : Dr Edward Gurston
- 1957 : Torpilles sous l'Atlantique (The Enemy Below) de Dick Powell : Lt. (j.g.) Crain
- 1958 : La Dernière Fanfare (The Last Hurrah) de John Ford : Jack Mangan
- 1960 : Psychose (Psycho) d'Alfred Hitchcock : Tom Cassidy
- 1961 : L'étau se resserre (Man-Trap) d'Edmond O'Brien : Paul Snavely
- 1962 : Don't Knock the Twist de Oscar Rudolph : Herb Walcott
- 1963 : Papa's Delicate Condition de George Marshall : Gambler
- 1963 : Bye Bye Birdie de George Sidney : Sam
- 1963 : La Revanche du Sicilien (Johnny Cool) de William Asher : Bill Blakely

## Télévision
- 1959 : Au nom de la loi  : saison 2 épisode 9 (Le Tyran) : George Elkins
- 1960 : Au nom de la loi  : saison 3 épisode 8 (Jusqu'à la victoire) : Sheriff Mike Strata